# Pimelea spicata
Pimelea spicata är en tibastväxtart som beskrevs av Robert Brown. Pimelea spicata ingår i släktet Pimelea och familjen tibastväxter. Inga underarter finns listade i Catalogue of Life.

## Bildgalleri

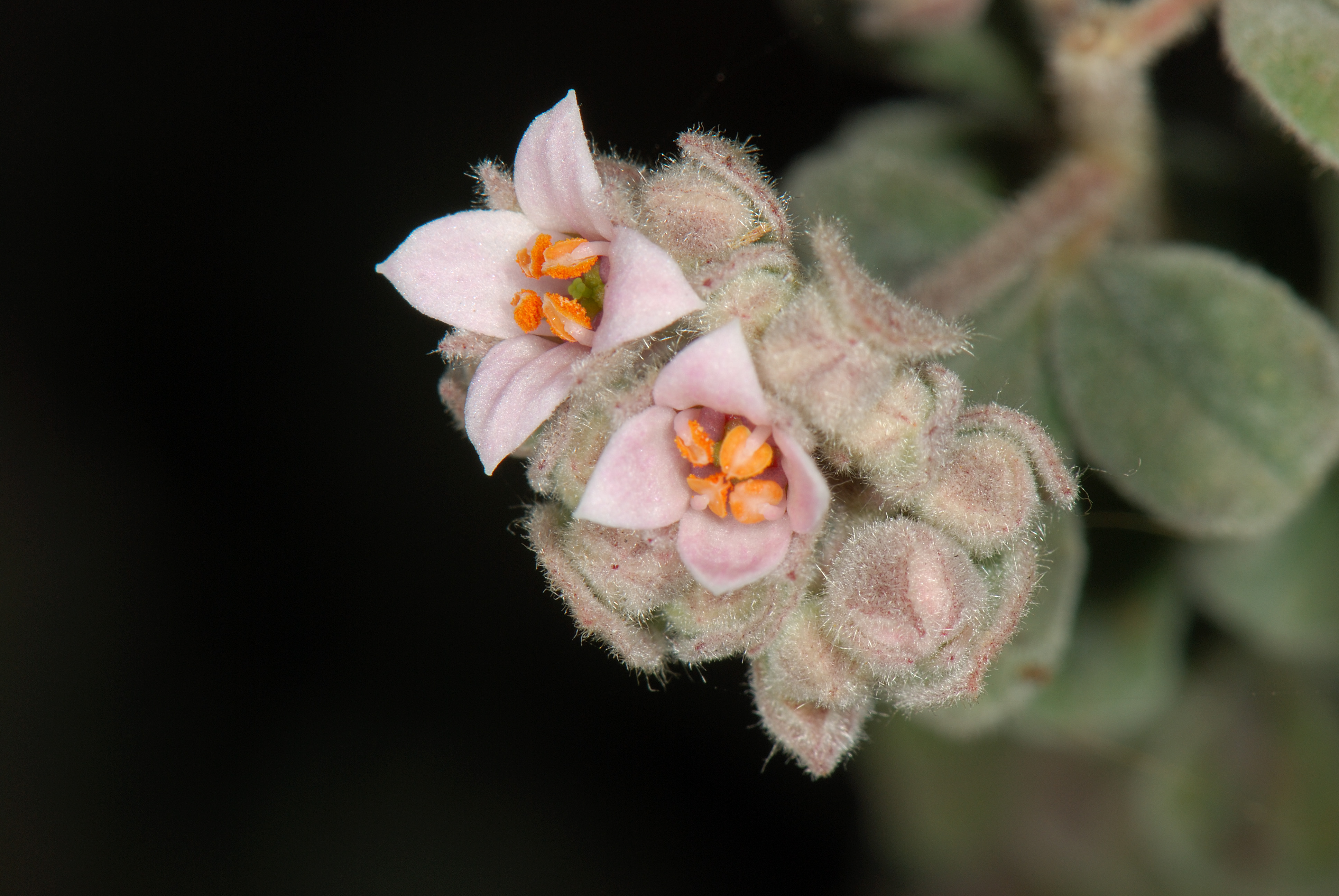
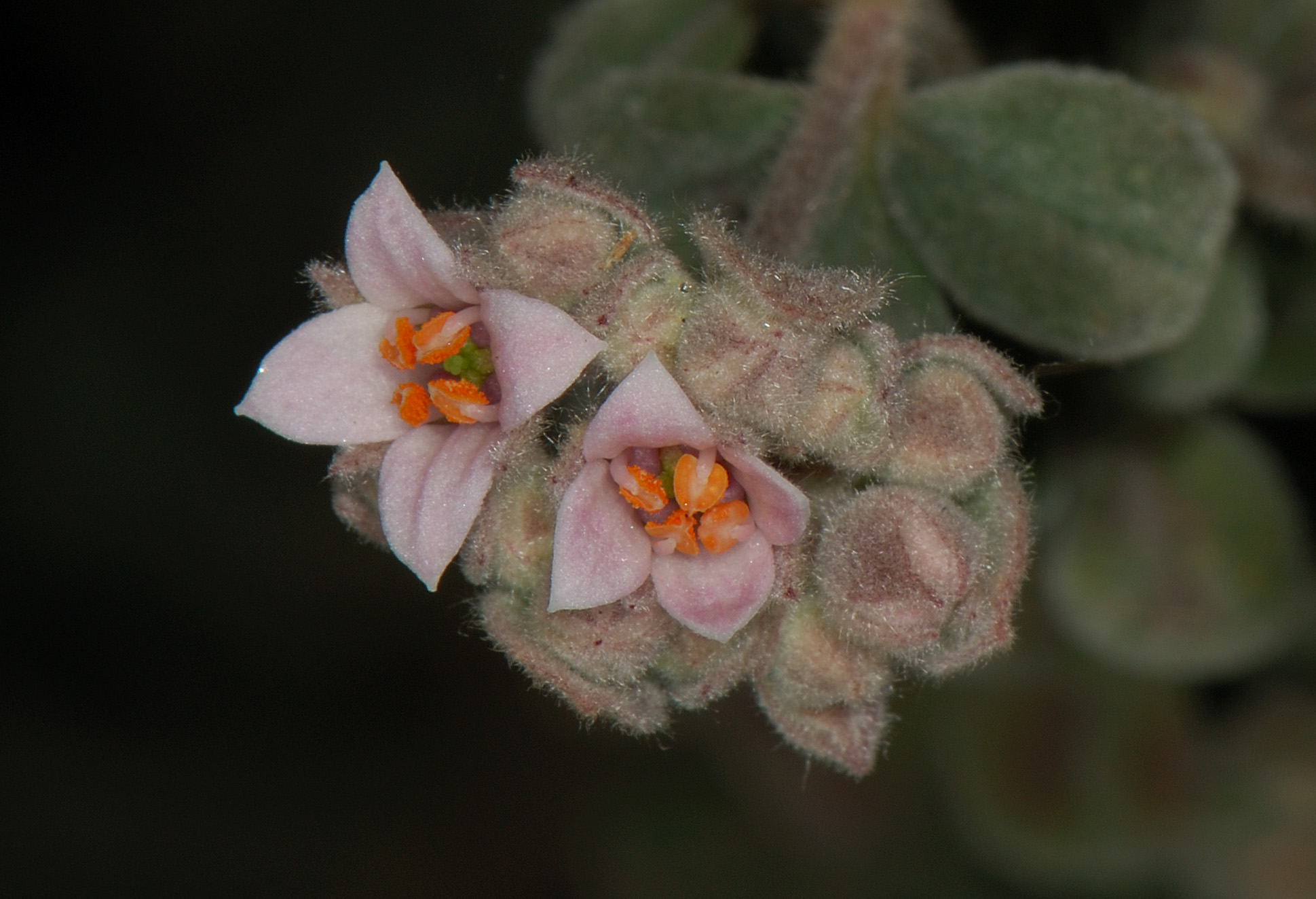